# William Dear
William Dear (* 30. November 1943 in Toronto, Ontario) ist ein kanadischer Filmregisseur, Drehbuchautor und Filmproduzent.

## Leben und Karriere
William Dear wurde im November 1943 im kanadischen Toronto geboren. 1955 zog er mit seiner Familie nach Dearborn, Michigan, wo er zunächst die Fordson High School besuchte und danach an der Central Michigan University Kunst mit dem Nebenfach Theater studierte. In seiner Kindheit begann er zusammen mit seinem Freund Robert Dyke mit einer 8-mm-Kamera Heimvideos zu drehen. 1969 schrieb er mit Dyke und inszenierte er den Kurzfilm Mr. Grey, der beim ersten Atlantic Film Festival eine Jury Award Goldmedaille erhielt. 1981 war er als Regisseur bei Elephant Parts, einer Kollektion von Comedy- und Musikvideos, beteiligt. 1982 folgte mit Timerider – Das Abenteuer des Lyle Swann sein erster Kinofilm, für den er beim Fantafestival 1983 den Preis in der Kategorie Bestes Drehbuch gewann. Für die Fernsehserie Unglaubliche Geschichten stand er 1985 zunächst hinter der Kamera, bevor er 1986 in einer Gastrolle zu sehen war. Ein Jahr später schrieb, inszenierte und produzierte er den Film Bigfoot und die Hendersons, wofür er bei der Saturn-Award-Verleihung 1988 in der Kategorie beste Regie nominiert wurde.
In den nachfolgenden Jahren inszenierte er Filme wie Teen Agent – Wenn Blicke töten könnten (1991) oder Angels – Engel gibt es wirklich! (1995), für die er 1992 und 1995 wiederum für den Saturn Award in der Kategorie beste Regie nominiert wurde. Außerdem war er in den späten 1990er und frühen 2000er Jahren als Regisseur bei den Filmen Wild America (1997), Harvey’s Zauberballons (1998), Hallo, ich bin der Weihnachtsmann! (2000), School of Life (2005), The Foursome und Simon Says (beide 2006) beteiligt. Für Letzteren schrieb er unter dem Pseudonym Bill Dear auch das Drehbuch. Zuletzt inszenierte er die Filme Herkules und die Sandlot Kids 3 (2007), Free Style (2008), The Perfect Game, Mr. Troop Mom – Das verrückte Feriencamp (beide 2009), Politics of Love (2011) und den Fernsehfilm Midnight Stallion (2013).

## Filmografie (Auswahl)
Als Regisseur
- 1969: Mr. Grey (Kurzfilm)
- 1977: Das Northville Massaker (The Northville Cemetery Massacre)
- 1981: Elephant Parts
- 1982: Timerider – Das Abenteuer des Lyle Swann (Timerider: The Adventure of Lyle Swann)
- 1985: Unglaubliche Geschichten (Amazing Stories, Fernsehserie, Episode 1x04)
- 1987: Bigfoot und die Hendersons (Harry and the Hendersons)
- 1991: Teen Agent – Wenn Blicke töten könnten (If Looks Could Kill)
- 1993: Die gefährliche Reise zum Mittelpunkt der Erde (Journey to the Center of the Earth)
- 1995: Angels – Engel gibt es wirklich! (Angels in the Outfield)
- 1997: Wild America
- 1998: Harvey’s Zauberballons (Balloon Farm, Fernsehfilm)
- 2000: Hallo, ich bin der Weihnachtsmann! (Santa Who?, Fernsehfilm)
- 2005: School of Life – Lehrer mit Herz (School of Life, Fernsehfilm)
- 2006: The Foursome
- 2006: Simon Says
- 2007: Herkules und die Sandlot Kids 3 (The Sandlot: Heading Home)
- 2008: Free Style
- 2009: The Perfect Game
- 2009: Mr. Troop Mom – Das verrückte Feriencamp (Mr. Troop Mom)
- 2011: Politics of Love
- 2013: Midnight Stallion (Fernsehfilm)

Als Drehbuchautor
- 1977: Das Northville Massaker (The Northville Cemetery Massacre)
- 1982: Timerider – Das Abenteuer des Lyle Swann (Timerider: The Adventure of Lyle Swann)
- 1987: Bigfoot und die Hendersons (Harry and the Hendersons)
- 1991: Rocketeer (The Rocketeer)
- 2006: Simon Says

Als Produzent
- 1977: Das Northville Massaker (The Northville Cemetery Massacre)
- 1987: Bigfoot und die Hendersons (Harry and the Hendersons)

Als Schauspieler
- 1986: Unglaubliche Geschichten (Amazing Stories, Fernsehserie, Episode 1x16)
- 1990: Darkman